# Orogenia famatiniana

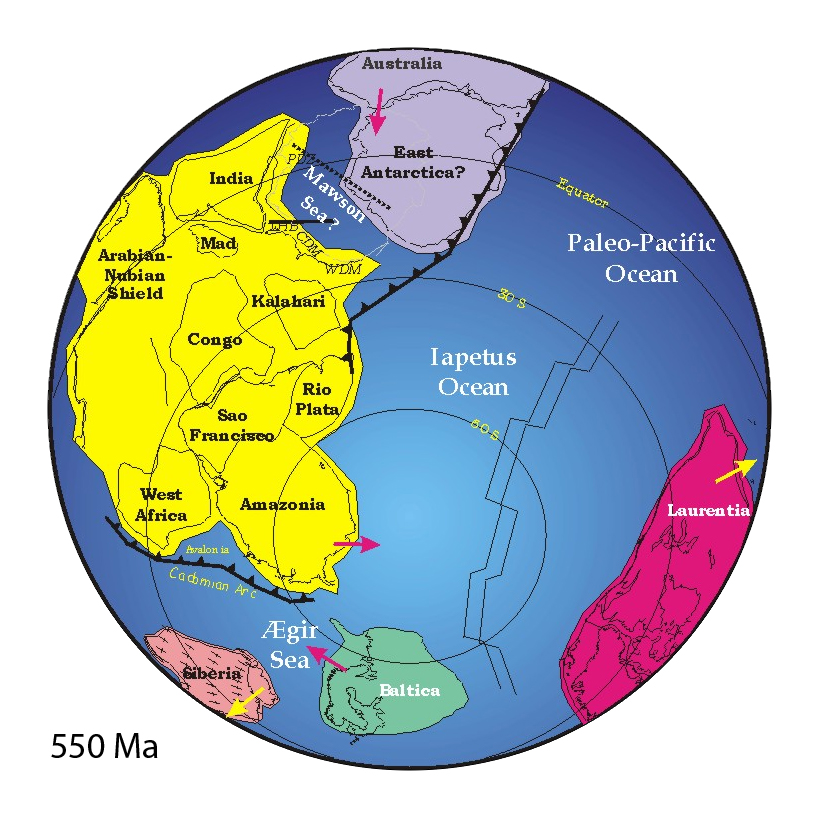
Reconstrucción paleogeográfica de Gondwana y Laurentia unos 70 millones de años antes de la orogenia famatiniana. La orogenia famatiniana tuvo lugar cerca del borde derecho del área marcada como "Río Plata". Se omiten los terranos y microcontinentes como Cuyania, Pampia y Chilenia.

La orogenia famatiniana (u orogenia de Famatina) es una orogenia anterior al levantamiento de los Andes y que tuvo lugar en lo que ahora es Sudamérica occidental durante el Paleozoico. La orogenia famatiniana duró desde el Cámbrico tardío hasta al menos el Devónico Superior y posiblemente el Carbonífero Temprano, con una actividad orogénica que alcanzó un máximo entre 490 y 460 millones de años atrás. La orogenia implicó metamorfismo y deformación en la corteza y la erupción e intrusión de magma a lo largo de un arco magmático famatiniano que formaba una cadena de volcanes. Las rocas ígneas del arco magmático famatiniano son de carácter calcoalcalino, e incluyen gabros, tonalitas y granodioritas. Las rocas ígneas más jóvenes del arco son granitos.

## Afloramientos y sedimentos
Los afloramientos principales del orógeno famatiniano se encuentran en las Sierras Pampeanas en el noroeste de Argentina. Solo la parte occidental de las Sierras Pampeanas tiene evidencia de la orogenia famatiniana; las partes orientales parecen haber sido ampliamente afectadas. En el norte de Chile, se cree que el Complejo Metamórfico de Belén es parte del orógeno ya que estaba sujeto al metamorfismo en el Paleozoico temprano. Al sur, en la provincia de La Pampa, los afloramientos asociados con la orogenia son escasos, ya que la mayor parte de esa región ha quedado cubierta por sedimentos cuaternarios mucho más recientes.
En la Cordillera Oriental del Perú existe un clase de orogenia famatiniana que es coetánea con la orogenia famatiniana clásica que se encuentra más al sur. En el lapso de tiempo de 480 Ma a 435 Ma (entre el Cámbrico tardío y el Silúrico) las rocas de la Cordillera Oriental se deformaron y se desarrolló un arco magmático.
Hacia lo que ahora es el este del arco magmático famatiniano, una cuenca sedimentaria precámbrica se convirtió en una cuenca de retroarco durante el Ordovícico. Esta cuenca va desde Perú, a través de Bolivia hasta el noroeste de Argentina. La cuenca colecta sedimentos del orógeno y del arco famatiniano y, aunque no contenía corteza oceánica, era una cuenca marina.

## Configuración tectónica de la placa
El magmatismo del arco famatiniano fue causado por la subducción de la litosfera del océano de Jápeto debajo de Gondwana. A medida que avanzaba la subducción, el pico de la orogenia fue el resultado de la colisión del terrano de Cuyania con Pampia en el Ordovícico.
Se ha sugerido que la contemporánea orogenia tacónica de los Apalaches es la continuación hacia el norte de la orogenia famatiniana. Esto se ha explicado al agregar que el continente Laurentia podría haber colisionado con Gondwana (en lo que hoy es Sudamérica occidental) en los tiempos del Paleozoico temprano debido al cierre del océano de Jápeto. Apoyando esta hipótesis está la sugerencia de que los orógenos tienen extremos truncados que pueden combinarse y que ambos comparten la similitud de tener sedimentos de plataforma de carbonato en lo que hoy es su lado occidental. Además, en los sedimentos mencionados, ambos orógenos albergan faunas de trilobites Olenellidae similares, algo que no se espera que ocurra a menos que ambos orógenos tuvieran algún tipo de contacto. Esto se debe a que los trilobites no pueden cruzar cuencas oceánicas profundas. Según esta visión, el terrano de Cuyania sería un bloque alóctono de origen laurentiano que quedó en Gondwana después de que los continentes se separaron. Pero tales puntos de vista no están separados porque se sugiere alternativamente que Cuyania se ha desplazado a través del océano de Jápeto como un microcontinente que comienza en Laurentia y se acreciona luego a Gondwana. Además, un tercer modelo afirma que Cuyania es paraautóctona y llegó a su lugar actual mediante movimientos de desgarre y deslizamiento que comienzan no desde Laurentia, sino desde otra región de Gondwana. El hecho de que el terrano de Precordillera tenga muchos géneros de trilobites en común con Laurentia, pero muchas especies son endémicas, ha llevado a algunas interpretaciones diferentes sobre las condiciones paleogeográficas y de historia tectónica que son explicaciones plausibles para esta biogeografía.